# Silveiras (kommun)
Silveiras är en kommun i Brasilien.   Den ligger i delstaten São Paulo, i den sydöstra delen av landet, 800 km söder om huvudstaden Brasília. Antalet invånare är 5 792. Arean är 415 kvadratkilometer.
Terrängen i Silveiras är huvudsakligen kuperad, men österut är den bergig.
I omgivningarna runt Silveiras växer i huvudsak städsegrön lövskog. Runt Silveiras är det glesbefolkat, med 12 invånare per kvadratkilometer.